# Huperzia josephbeitelii
Huperzia josephbeitelii är en lummerväxtart som beskrevs av A.Haines. Huperzia josephbeitelii ingår i släktet lopplumrar, och familjen lummerväxter. Inga underarter finns listade i Catalogue of Life.